# Exploitation (2012)
Exploitation ist ein Filmdrama des Regisseurs Edwin Brienen aus dem Jahre 2012. Der Film feierte seine Premiere auf dem Lausanne Underground and Music Festival im Oktober 2012. In Deutschland wird der Film voraussichtlich ab dem 21. Februar 2013 zu sehen sein.

## Handlung
Eva (Eva Dorrepaal) hat ein Vorsprechen für einen obskuren Arthausfilm. Der anonyme und maskierte Regisseur (gespielt von dem britischen Schauspieler Tomas Sinclair Spencer) erzeugt für sie eine unheimliche Atmosphäre. Er dominiert und erniedrigt Eva, zwingt sie sogar in die Prostitution. Sie schläft mit dem jüdischen Filmproduzenten namens Josh (gespielt von Jaron Löwenberg). Als er jedoch finanzielle Hilfe verweigert, erpresst Eva ihn mit Geständnissen an dessen Ehefrau.
Zurück am Filmset steuert Eva auf ihren Untergang zu. Es ist nur eine Frage der Zeit, bis ihre Individualität und ihre Emotionen um der Kunst willen eliminiert werden.

## Hintergrund
- Ursprünglich wurde der Film als Teil einer Trilogie konzipiert (zusammen mit dem 2009 Film Phantom Party und dem nicht gedrehten Wrong Angle), die sich um das Erschaffen des unabhängigen Films selbst dreht. Einige Teile des Films wurden zur gleichen Zeit mit Teilen von Phantom Party gedreht. Beide Filme nutzen die gleichen Locations sowie Schauspieler. Der verrückte Filmregisseur, gespielt von Spencer, erscheint in beiden Filmen.

- Gegen Ende des Films ist eine Sequenz namens „Apocalypse 3“ zu sehen. Auch wenn es offiziell im Titel nicht erwähnt wird, scheint es darauf hinzuweisen, dass Brienen den Film als dritten Teil seiner Apocalypse Trilogie sieht, zusammen mit Edwin Brienen’s Hysteria (2006) und Revision – Apocalypse II (2009).

## Lausanne Underground Film and Music Festival
Exploitation feierte Weltpremiere auf dem Lausanne Underground Film and Music Festival, am 20. Oktober 2012. Die LUFF Website schrieb über den Film: „This gothic-noir satiric fresco transports us into the superficial world of film industry: a business without mercy that only seeks to copy itself without taking any risks. Very auto-reflexive, hilarious at moments, and very dark at others, the film does not hide its preoccupation with a society numbed by its own cliches that it exploits endlessly. Clairvoyant, provoking, and esthetically very interesting, the film is calmer and more easily accessible to a non initiated public than its predecessors.“

## Kritik
„Edwin Brienen beschäftigt sich in seinem neuen Film mit dem eigenen Metier. Mit bitterer Tragikomik entfaltet er ein Vexierspiel mit der Realität und Fiktionsebenen, das für Eva zum bösen Psychotrip wird, zumal hier – dem Filmtitel gemäß – jeder jeden auszubeuten versucht und die Kreativität in der Reproduktion des Immergleichen erstickt worden ist. Wieder hat der niederländische Wahl-Berliner ein düsteres, rätselhaftes Kammerspiel geschaffen, in dem – auf Englisch – viel gesprochen wird über Kunst und Leben, Politik und Wirtschaft, Schein und Sein, Gott und die Welt.“

„Um einen Brienen-Film zu goutieren, braucht es einen offenen Geist und viel Fantasie. Und im vorliegenden Fall ein Faible für elektronische Musik, da die Bilder durchgängig und laut von einem Score, der von Ambient bis Tekkno reicht, weniger begleitet als vielmehr usurpiert werden.“